# 158913 Kreider
158913 Kreider este un asteroid din centura principală.

## Descoperirea asteroidului
Asteroidul  158913 Kreider a fost descoperit la Ottmarsheim, în Alsacia, de astronoma amatoare franceză Claudine Rinner, la 9 septembrie 2004.

## Caracteristici
Asteroidul prezintă o orbită caracterizată de o semiaxă majoră egală cu 3,1036888 u.a. și de o excentricitate de 0,2156073, înclinată cu 17,19565°, în raport cu ecliptica.

## Denumirea asteroidului
Asteroidul a primit numele în onoarea astronomului amator francez, Christian Kreider (n. 1957).La descoperire, asteroidului i se atribuise denumirea provizorie 20054 RC25.